# Alki Larnaka
Alki Larnaca (griechisch Αλκή Λάρνακας) war ein zyprischer Fußballverein aus Larnaka.

## Geschichte
Der Verein wurde 1948 gegründet. Die Vereinsfarben waren rot und blau.
Die Jahre 1979 und 1980 waren die erfolgreichsten in der Vereinsgeschichte. Alki belegte am Ende der Saison 1978/79 den dritten Platz in der First Division und qualifizierte sich für die Teilnahme am UEFA-Pokal 1979/80. Dort schied der Klub nach zwei Niederlagen gegen Dinamo Bukarest bereits nach der ersten Runde aus. In derselben Spielzeit erreichte Alki das zyprische Pokalfinale, unterlag jedoch mit 1:3 gegen Omonia Nikosia.
Nach der Saison 2013/14, in der nur zwei Unentschieden gelangen und dem Klub wegen finanzieller Verstöße insgesamt 39 Punkte abgezogen wurden, löste sich der Verein im Mai 2014 auf.

## Titel und Erfolge
- Zyprischer Pokalfinalist (5): 1967, 1970, 1976, 1977, 1980
- Zyprischer Meister Second Division (4): 1960, 1982, 2001, 2010

## Europapokalbilanz
| Saison  | Wettbewerb | Runde    | Gegner          | Gesamt | Hin     | Rück    |
| ------- | ---------- | -------- | --------------- | ------ | ------- | ------- |
| 1979/80 | UEFA-Pokal | 1. Runde | Dinamo Bukarest | 0:12   | 0:3 (A) | 0:9 (H) |

Legende: (H) – Heimspiel, (A) – Auswärtsspiel, (N) – neutraler Platz, (a) – Auswärtstorregel, (i. E.) – im Elfmeterschießen, (n. V.) – nach Verlängerung
Stand: 21. Oktober 2022

## Ehemalige Spieler
- Isli Hidi
- Blerim Rrustemi
- Alexander von Schwedler
- Christos Kostis
- Eugen Neagoe
- Zoltán Nagy
- Ferydoon Zandi
- Lamine Sakho
- Petar Đenić